# Бернина экспресс
«Бернина Экспресс» — это пассажирский поезд, соединяющий Кур (или Давос) в Швейцарии и Поскьяво и Тирано в Италии, пересекающий швейцарские Энгадинские Альпы. Бо́льшую часть своего пути поезд идёт по объекту Всемирного наследия, известному как Ретийская железная дорога в культурном ландшафте Альбулы и Бернины.
Поезд запущен Ретийской железной дорогой с целью осмотра достопримечательностей. Он представляет собой расширение регионального маршрута между Тирано и Куром или Давосом: панорамные вагоны с увеличенными окнами и многоязычный (английский, итальянский и немецкий) аудио-гид на борту. Не является скоростным поездом.
Пассажиры должны бронировать место либо непосредственно при покупке билетов, или заплатить небольшую доплату к региональному железнодорожному билету. Бернина Экспресс пользуется популярностью у туристов и соединяет Тирано на почтовом автобусе через озеро Комо в Италии с Лугано в Швейцарии.
На линиях Альбула и Бернина маршрут Бернина Экспресс был объявлен объектом Всемирного наследия ЮНЕСКО в 2008 году. Поездка на Бернина Экспресс — это четырехчасовое железнодорожное путешествие по 196 мостам, через 55 туннелей и перевал Бернина на 2253 метра над уровнем моря. Вся линия 1.000 мм (метровой колеи) и электрифицирована.
Железнодорожная линия Альбула была построена в 1898—1904 годах и принадлежит Ретийской железной дороге с момента её основания. Бернинская железная дорога была построена в 1908—1910 годах и действовала самостоятельно до 1940-х годов, когда она была приобретена Ретийской железной дорогой. Бернина Экспресс проходит подъём в 70‰ из-за разницы в высоте около 1800 метров между Ospizio Бернина и Тирано.

## Маршрут

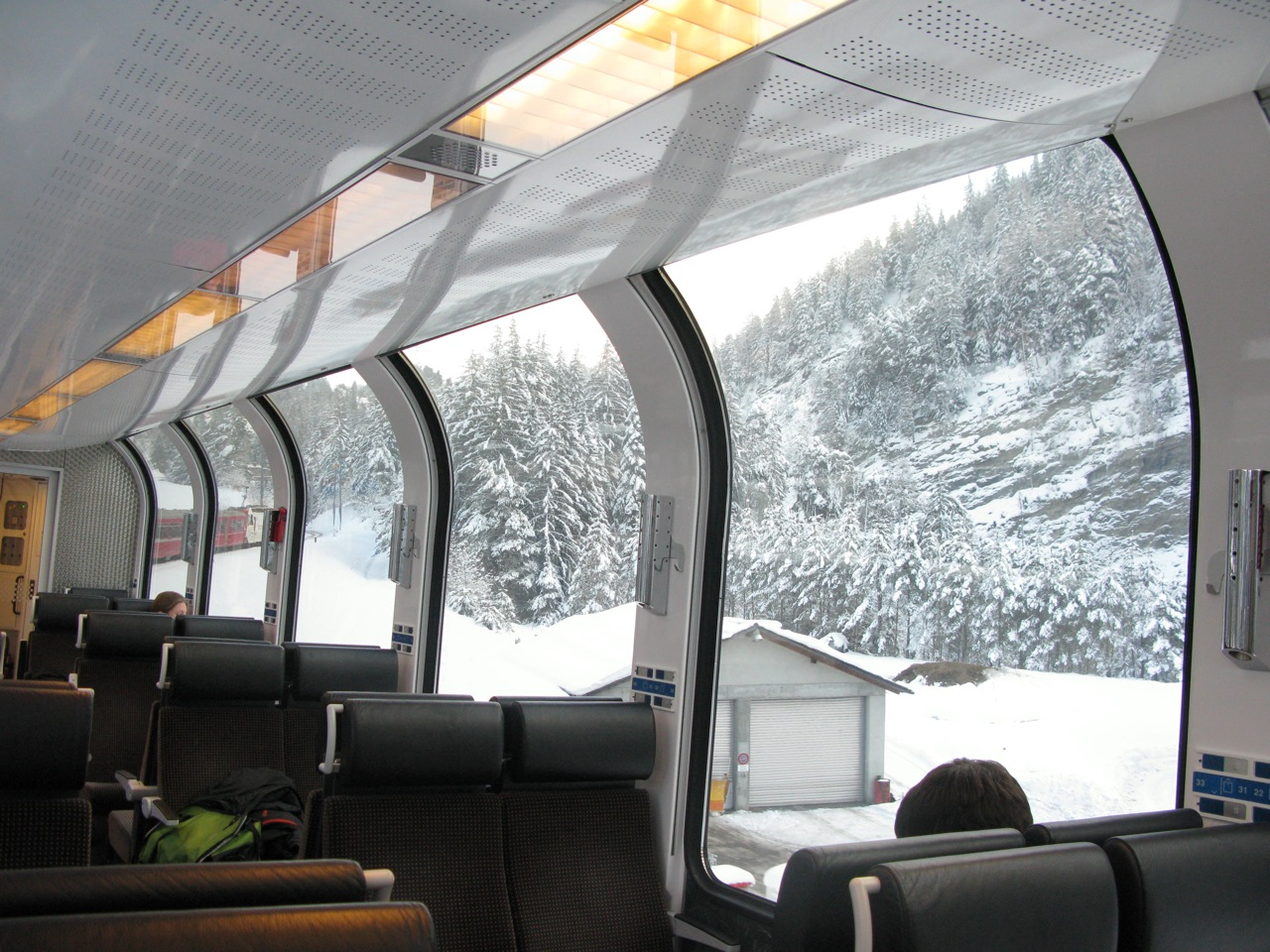
Внутри Бернина Экспресс

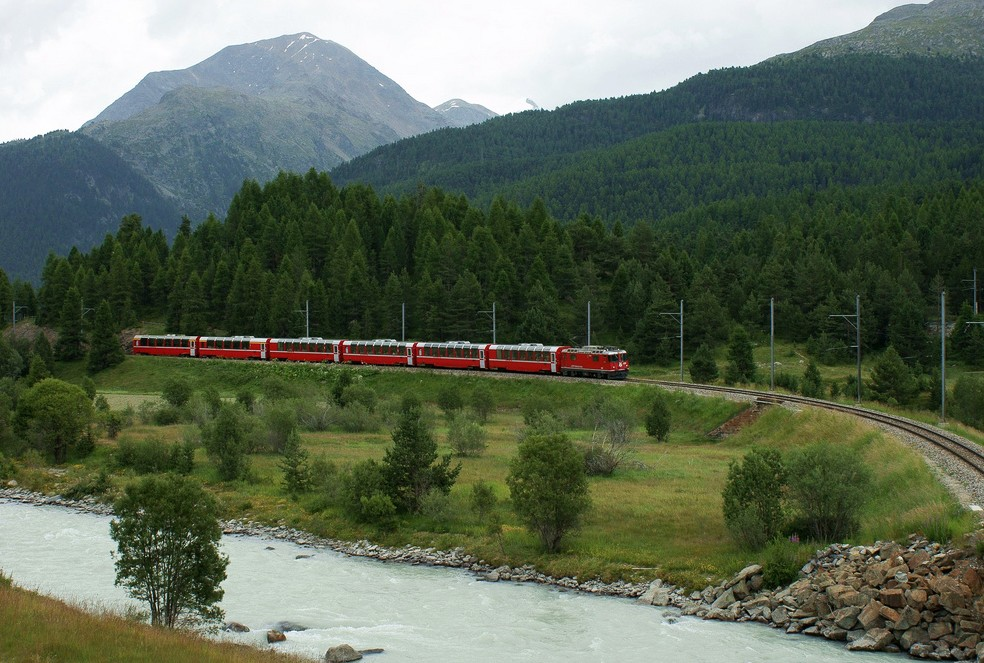
Близ Понтрезины

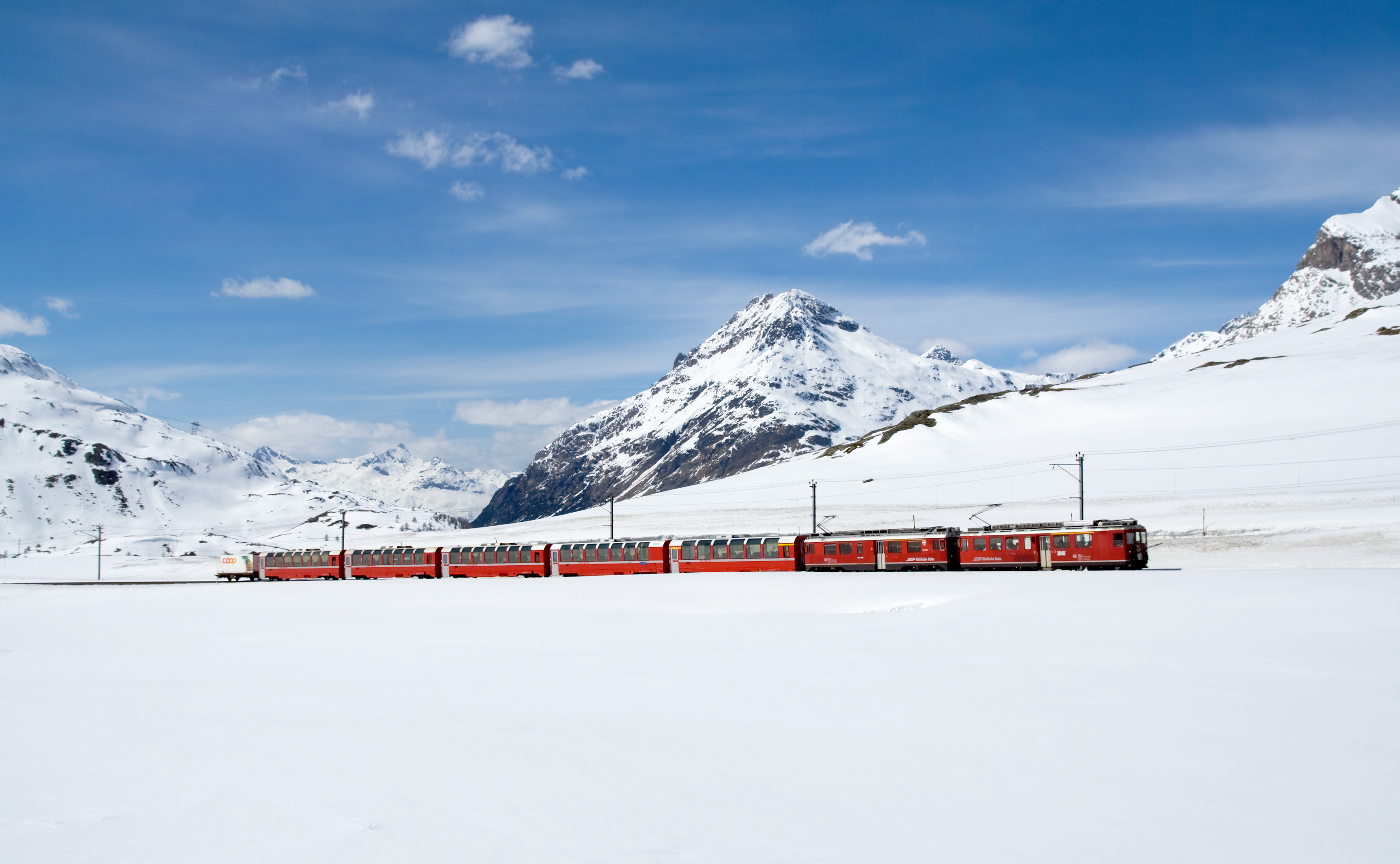
Lej Pitschen рядом с перевалом Бернина

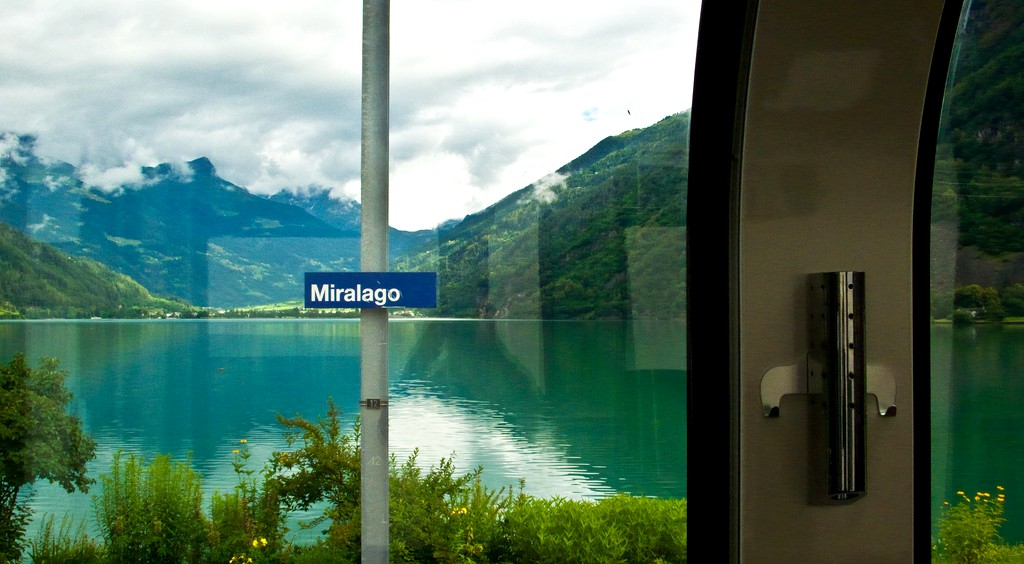
Лаго ди Поскьяво

### Линия Альбула
Поезд отправляется из города Кур (585 м) в Граубюнден и повторяет изгиб русла Рейна в Бонадуц (655 м). Оттуда он переезжает в долину Domleschg и идет по Хинтеррейну от Rhäzüns (658 м) в Тузис (697 м). Поезд продолжает двигаться в сторону Тифенкастель (851 м) после реки Альбула, а затем пересекает Виадук Ландвассер перед прибытием в Филизур (1032 м). Вскоре после Филизур поезд проходит свой первый спиральный тоннель и прибывает в Бергюн. Между Бергюном (1373 м) и Преда (1789 м), в конце долины, поезд должен достичь разницы в высоте около 400 метров при горизонтальной дистанции 5 км без использования зубчатой передачи, но с множеством спиралей. Затем поезд въезжает в туннель Альбула на 1,815 м под перевалом Альбула. Он выходит в Вал Бевер, в котором поезд прибывает в Бевер (1,708 м) в Энгадине. Поезд продолжает двигаться в сторону Самедана (1,721 м) и прибывает в Санкт-Мориц(1775 м). Часть поездов не заезжают в Санкт-Мориц и из Самедана следуют прямо в Понтрезину по Энгадинской железной дороге.

### Линия Бернина
Поезд покидает Санкт-Мориц и направляется в Понтресину (1,774 м) в Val Bernina (Бернинской Долине). Она постепенно поднимается сквозь долину к перевалу Бернина через станцию Мортерач (1,896 м), откуда видны ледник Монтерач и самая высокая вершина восточных Альп, Пиц Бернина (4093 м). Перед прибытием на перевал Бернина, поезд останавливается на Бернина Дьяволецца (2,093 м) по канатной подключения к горе Дьяволецца (2,921 м). Бернина Экспресс достигает своей высшей точки на вокзале Оспицио Бернина на высоте 2,256 метров, около Лаго-Бьянко.
Alp Grüm (2,091 м) — это первая станция к югу от Альп, расположена над Лаго Палю и прямо под Пиц Палю (3,900+ м) и её ледником. После многих кривых малого радиуса поезд достигает Cavaglia (1,693 м) над Валь Поскьяво, затем Швейцарский итальяно-язычный город Поскьяво (1,014 метров). Поезд далее следует через Poschiavino и остановочные пункты в Ле-През (964 м) и около отеля Miralago (965 м), (оба на озере Поскьяво). После поезд продолжает свой спуск к Brusio (780 м), где проходит по Спиральному виадуку в Брусио. Вскоре после итальянской границы Бернина Экспресс заканчивает своё путешествие в Тирано (430 м).

### Автобус «Бернина экспресс»
В летний сезон (в 2016 году — 25 марта до 23 октября) RhB совместно с PostBus продлевает маршрут до Лугано, кантон Тичино, Швейцария при помощи автобусной экспресс-линии Лугано-Тирано-Лугано, на которую требуется отдельное резервирование за дополнительную плату. Автобус делает один рейс в день, выезжая в 10 утра из Лугано, прибывая в Тичино через 3 часа, и отправляясь обратно в 14.30, стыкуясь таким образом с поездом Кур-Тирано-Кур.
Из Тирано автобус следует по долине Вальтеллина, проезжая через столицу одноимённой провинции, город Сондрио, и выезжает к озеру Комо, которое объезжает с севера, через города Граведона, Донго и Менаджио, в котором автобус поворачивает на запад, покидая берега озера. Через некоторое время автобус достигает озера Лугано и следует по его берегу, пересекая Итальяно-Швейцарскую границу в Гандрии, и прибывая в Лугано, где делает остановку у автовокзала в центре города и заканчивает маршрут у железнодорожного вокзала Лугано.

### Маршрут

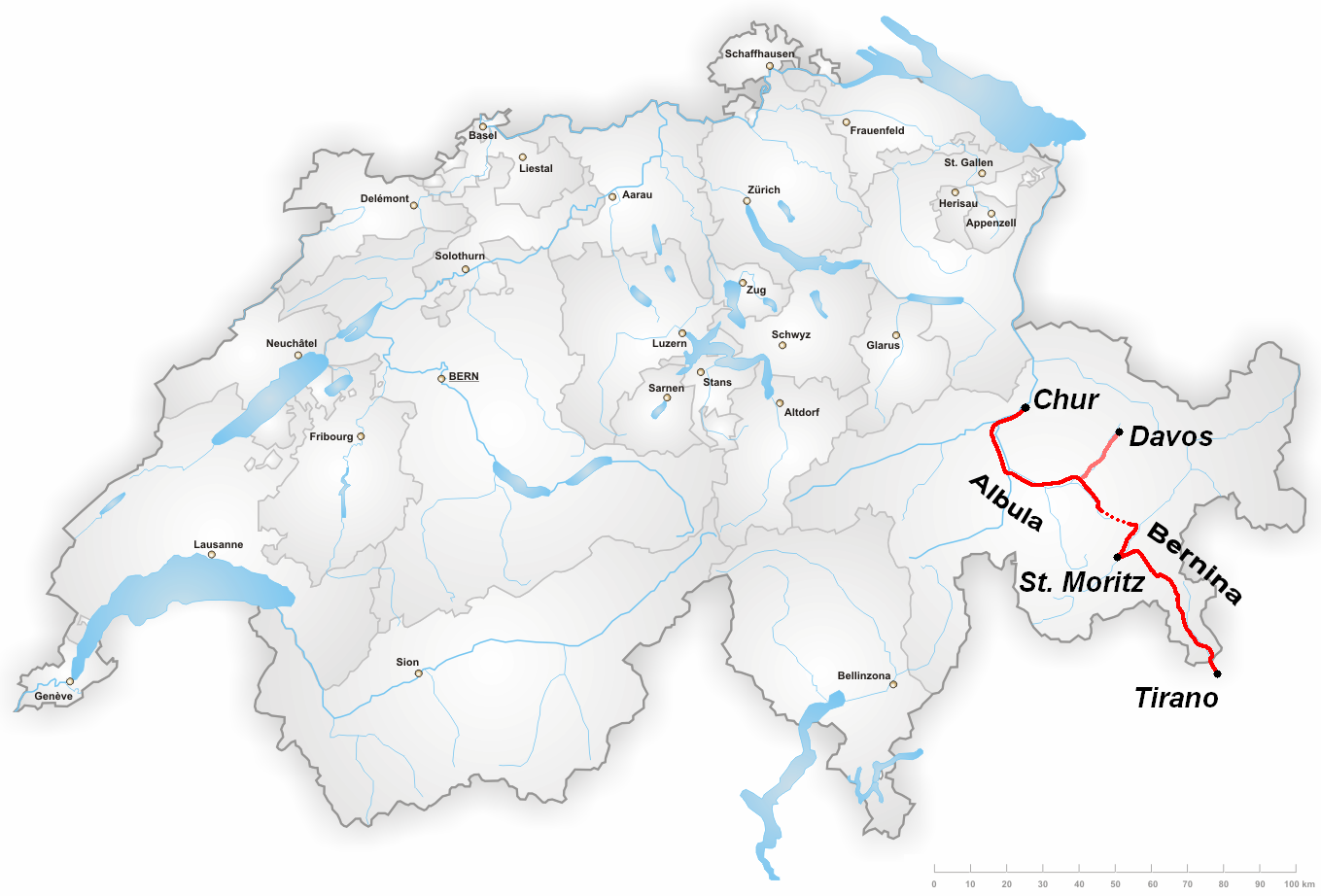
Маршрут Бернина экспресс

Летом, Бернина Экспресс представляет собой специальный отдельный поезд, который едет из Кура в Понтрезину с небольшим количеством остановок. В Понтресине, электровоз меняется (из-за различных систем электрификации на линиях) и поезд продолжает двигаться с небольшим количеством остановок до Тирано.
В течение осени, зимы и весны, Бернина Экспресс состоит из нескольких вагонов, прицепляемых к региональным поездам. Из Кура в Самедан, они идут в составе RegioExpress Кур — Санкт-Мориц; из Самедана в Понтрезина, они идут в составе регионального поезда Скуоль-Тарасп — Понтрезина; от Понтрезины до Тирано, они являются частью регионального поезда Санкт-Мориц — Тирано. Каждый из этих поездов включает в себя вагоны с местами для пассажиров, имеющих только региональные железнодорожные билеты.
Список остановок
Небольшие станции между городами Кур и Тузис где Бернина Экспресс не останавливается, были исключены из этого списка. Крупные станции , перечисленные жирным шрифтом.
- Кур —  Начало (Швейцария)
- Райхенау-Таминс
- Тузис
- Тифенкастель
- Филизур
- Бергюн
- Преда
- Самедан
- Пунт Мураль
- Понтрезина
- Surovas
- Мортерач
- Бернина Suot
- Бернина Дьяволецца
- Бернина Лагальб
- Ospizio Бернина
- Alp Grüm
- Cavaglia
- Cadera
- Privilasco
- Поскьяво
- Ли Курт
- Ле-През
- Отель miralago
- Brusio
- Campascio
- Campocologno

---граница Швейцария — Италия---
- Тирано — конец (Италия)